# Max Payne
Max Payne (Макс Пейн) е компютърна игра екшън от трето лице, разработена от финландската компания Remedy Entertainment, произведена от 3D Realms и издадена на 21 юли 2001 година за Windows платформа. По-късно същата година играта е пренесена за Xbox и PlayStation 2. През 2003 година излиза продължението – Max Payne 2: The Fall of Max Payne (Макс Пейн 2: Падението на Макс Пейн).

## Обзор
Игрите от поредицата са повлияни в кинематографско отношение от жанра „Хонг-Конг екшън филм“, особено от работите на Джон Ву, които съдържат голям брой сцени на насилие и стрелба на забавен каданс.

## История
Историята започва с Макс Пейн, който се връща у дома когато наркомани жестоко убиват съпругата му и новородената им дъщеря. Убийците са дрогирани с нов наркотик, наречен Валкир. В отчаян опит да се отърси от шока и да открие хората, създали наркотика, Макс се прехвърля в Отдела за Борба с Наркотиците.
Три години по-късно, той разследва под прикритие мафиотската фамилия Пунчанело, която е отговорна за трафика на Валкир. ББ Хенсли, колега в ОБН, изпраща на Макс съобщение с молба да се срещне в метрото с Алекс Балдър, друг агент от ОБН и добър приятел на Макс. Когато Макс пристига на пустата метростанция, Алекс е застрелян от неизвестни убийци. Макс се впуска в преследване, напуска местопрестъплението и става главен заподозрян в убийството на Алекс. Усещайки, че Макс е по петите им, фамилията Пунчанело му издава смъртна присъда.
Макс търси Джак Лупино, който ръководи разпределението на Валкир във фамилията Пунчанело, и успява да го отстрани. Малко след това среща Мона Сакс, която слага приспивателно в питието му и го оставя да бъде намерен от мафията, която започва да го разпитва.
Макс избягва от Мафията и след убийството на един от предателите в организацията на руски гангстер получава достъп до доставка на оръжия. Макс използва тези оръжия за да проникне в къщата на Дон Пунчанело, главата на мафията. Макс открива, че Дон е само проста пионка в пазара на Валкир, когато Дон е убит пред Макс от агенти на Никол Хорн, главен изпълнителен директор на корпорация Aesir. Хорн лично инжектира Макс със свръхдоза Валкир и го оставя да умре.
Макс халюцинира как преследва съпругата си по кървава следа в мрачен коридор. Когато се събужда, той тръгва след единствената си следа, фразата „Студена стомана“, чута точно преди да припадне. Тя го води към леярна със стар военен бункер под него. Макс открива, че Валкир е резултат от военен проект за подобряване на силата и морала на войниците; Проектът е спрян малко след като е започнат поради липса на резултати. Той също така открива, че жена му случайно разбира за проекта, докато работи в офиса на окръжния прокурор, поради което Никол Хорн изпраща наркоманите на Валкир да нападнат дома на Макс.
След като напуска бункера, Макс получава обаждане от БиБи, който иска среща с Макс в многоетажен паркинг. Там Макс осъзнава, че БиБи е този, който застрелял Алекс, и е натопил Макс за убийството му. След престрелка БиБи е убит. Макс получава телефонно обаждане от мъж на име Алфред Удън, който го моли да дойде в сградата на Asgard. Алфред е част от тайно общество, наречено „Вътрешен кръг“. Удън уведомява Макс коя е Никол Хорн и му казва, че Вътрешния кръг не може да се разправи с Хорн, защото „ръцете са им вързани.“ Той иска от Макс да убие Никол Хорн в замяна на гаранцията, че всички криминални обвинения срещу него ще бъдат свалени. След заседанието, залата е атакувана от агенти на Хорн. Те убиват всички хора в стаята с изключение на Макс, който успява да избяга и Удън, който се преструва на застрелян.
Макс влиза в централния офис корпорацията Aesir, където се намира Никол Хорн. Докато си проправя път през охранители и наемници, той отново попада на Мона Сакс. Тя бива застреляна от наемници след като отказва да застреля Макс. Макс се изправя срещу Никол и тя търси спасение в бягство към хеликоптерната площадка на покрива на сградата. И в секундите преди хеликоптерът да набере височина, Макс прострелва закрепващите кабели на гигантската разпръскваща антена на сградата; антената пада върху излитащия хеликоптер. От Нюйоркската полиция пристигат на местопрестъплението и арестуват Макс. Както Макс бива изведен от сградата от SWAT екипа, той вижда Алфред Удън. Знаейки, че Удън ще осигури безопасното му преминаване през съдебната система, Макс се усмихва истински.